# Courants d'astrologie
À l'instar de la psychanalyse, l'astrologie est parcourue par plusieurs courants. À rebrousse-poil de l'astrologie des « Anciens », prédictive et déterministe, pratiquée par des astrologues traditionalistes, ont émergé plusieurs courants d'astro-psychologie insistant sur le libre-arbitre de l'individu. On peut ainsi citer l'astrologie humaniste, l'astrologie conditionaliste, l'astrologie structurale, l'astrologie holistique et, à la pointe de la modernité, l'astrologie karmique.

## L'astrologie traditionaliste
Les astrologues traditionalistes cherchent à faire des prédictions exactes. Cette vision des choses a été battue en brèche depuis Alan Leo, qui affirmait : « Le caractère, c'est la destinée ».

## L'astrologie humaniste
L'astrologie humaniste, fondée par Dane Rudhyar, est  non-fataliste, non-manichéiste et elle rejette les approches scientistes et traditionalistes ainsi que l'orientation utilitariste de l'astrologie. 
Alexander Ruperti a écrit : « Bien qu'on ne soit pas libre de changer le potentiel de son existence (le thème natal), un individu est cependant libre de décider ce qu'il fera de ce potentiel ».

## L'astrologie conditionaliste
L'astrologie conditionaliste ne prétend pas faire des prédictions exactes comme l'astrologie traditionaliste, mais affirme que la psychologie des individus dépend de la position des astres. En effet, pour ce courant, l'homme est influencé à la fois par son héritage terrestre (environnement familial, socioculturel, géographique), et par le système solaire, appelé l'héritage céleste. La journaliste astrologique Christine Saint-Pierre a cette formule-choc : « Votre thème (...) ne peut en aucun cas exprimer tout ce que vous êtes » et elle donne les exemples suivants : « Adolf Hitler et Mozart ont eu des jumeaux astrologiques qui n'ont pas été comme eux, monstres ou génies, mais ont utilisé les mêmes fonctions dominantes d'une manière qui leur a été propre ».
Pour caractériser ces dernières (les fonctions planétaires), les astrologues conditionalistes utilisent un langage spécial : R.E.T. (pour Représentation, Existence, Transcendance), trois termes qui sont censés correspondre à des signaux et non à des symboles.

## L'astrologie structurale
L'astrologie structurale rejette la causalité directe liée à la vision traditionnelle de l'astrologie; elle s'interdit de décrire l'avenir tel qu'il « sera », car elle considère que le sujet est libre d'intervenir sur ce qu'il vit dans la mesure où il en comprend le déroulement (notion de cycles).

## L'astrologie holistique
L'astrologue français Pierre Lassalle inspiré par une démarche d'interprétation globale a écrit plusieurs ouvrages dans les années 80 sur cette forme spécifique d'astrologie, qui est d'une orientation résolument spirituelle. De ce point de vue, il « fait le pont » entre l'astrologie humaniste, qui l'a inspiré, et l'astrologie karmique, qui lui a succédé.

## L'astrologie karmique
L'astrologie karmique explique les difficultés de l' individu dans sa vie présente par son karma (la loi de cause à effets liée à ses vies antérieures) afin de mettre à jour ses motivations inconscientes pathologiques. Elle vise ainsi une libération, et de meilleures incarnations futures. Le nœud lunaire Sud est censé correspondre aux excès des incarnations passées, et le nœud lunaire nord est censé correspondre à la voie de la libération. Mais s'engager dans cette dernière voie exige des efforts soutenus : « le sens que l'on donne au "développement personnel" prôné par un certain New Age s'éloigne cependant de l'initiation lorsqu'il se donne pour but le seul bien être. La quête de l'initiation étant synonyme de quête de Vérité, elle exige en effet une lucidité généralement peu conforme aux désirs de confort somnolent... » (passage extrait de "Comprendre la Lune noire" de Laurence Larzul, ed. Grancher, page 237).